# Chris Boni
Chris Boni, artiestennaam van Christiane Slagmulder, (Aalst, 21 februari 1936) is een Belgische actrice. Ze was gehuwd met acteur en producer Walter Boni.

## Loopbaan
Boni's bekendste rol is die van Yvette Backx-De Schrijver in de televisieserie Thuis. Ze speelde gastrollen in de series De Kotmadam (Moeder van Koentje) en Recht op Recht (Emilie Dufour).
Eerder speelde ze in programma's zoals Wij, Heren van Zichem (Germaine, waardin in Leuven), Buiten De Zone en Meester, hij begint weer! (schooldirectrice).
Boni speelde ook mee in enkele Vlaamse langspeelfilms, zoals Brugge, die stille (Rosalie, de huishoudster), Het gezin van Paemel (boerin Van Paemel) en De leeuw van Vlaanderen (moeder van Jan Breydel).
Ook deed ze mee aan het toneelstuk Jungleboek (1992), dat door VTM werd bewerkt en daarna uitgezonden. Ze had er twee rollen: die van Tabaqui, de jakhals, en Mataji.
Al in 1963 stichtten Frans Roggen en Walter Boni in Aalst de semiprofessionele groep 'Kern 63', waarvan ook Chris Boni deel uitmaakte. Tot dan toe was ze uitsluitend in het amateurtoneel en een operettegezelschap in het Aalsterse actief, maar bij de oprichting van het NTGent haalde Dré Poppe haar naar het beroepsgezelschap. Toen Jean-Pierre De Decker als nieuwe directeur werd aangesteld, moesten in 1998 negen van de elf acteurs, onder wie Chris Boni, het gezelschap verlaten.
Op 14 juni 2016 kondigen de makers van Thuis aan dat de rol van Yvette uit de reeks zou verdwijnen. In oktober 2016 verdween Boni definitief uit de serie. Nadien was ze niet meer actief als actrice.